# Klunggen
Klunggen is een bestuurslaag in het regentschap Wonogiri van de provincie Midden-Java, Indonesië. Klunggen telt 2097 inwoners (volkstelling 2010).